# Județul Bălți (Gubernia Basarabia)
Județul Bălți (în rusă Белецкий уезд) (până în 1887 - județul Iași, în rusă Ясский уезд)  a fost o unitate administrativ-teritorială (uezd) din gubernia Basarabia ca parte a Imperiului Rus, constituită în 1828. Centrul administrativ al județului a fost orașul Bălți.

## Geografie
Județul Bălți ocupa o suprafață de 5.543 km² (3.971 verste). La nord se mărginea cu județul Hotin, la est și nord-est cu județul Soroca, la sud-est cu județul Orhei, la sud cu județul Chișinău și la vest avea frontieră comună cu Vechiul Regat. 
Teritoriul său se află inclus în prezent în raioanele Fălești, Glodeni, Râșcani, Sîngerei, parțial Dondușeni, Drochia, Edineț, Telenești și Ungheni din Republica Moldova.

## Istoric
Județul Iași rusesc a fost organizat în anul 1828 și a făcut parte din oblastul Basarabia (din 1873 — gubernie), până la destrămarea Imperiului Țarist din 1917. La 6 martie 1887 i s-a schimbat denumirea în județul Bălți.

## Populație
La recensământul populației din 1897, populația județului Bălți era de 211.448 locuitori, din care: 
| Grup etnic           | Populație | % Procentaj |
| -------------------- | --------- | ----------- |
| Moldoveni            | 140.201   | 66,3%       |
| Evrei                | 27.252    | 12,9%       |
| Maloruși (ucraineni) | 24.067    | 11,4%       |
| Velicoruși (ruși)    | 14.106    | 6,7%        |
| Germani              | 2.145     | 1,0%        |
| Țigani               | 1.546     | 0,7%        |
| Polonezi             | 1.429     | 0,7%        |
| Armeni               | 196       |             |
| Greci                | 108       |             |
| alții                | 367       |             |

## Diviziuni administrative
În anul 1912, Județul Bălți cuprindea 10 voloste (ocoale/plăși), având 202 sate, un oraș de reședință și 4 comune urbane:
- Volostul Balatina — centru administrativ, satul Balatina;
- Volostul Chișcăreni — centru administrativ, satul Chișcăreni;
- Volostul Copăceni — centru administrativ, târgul Rîșcani;
- Volostul Cornești — centru administrativ, satul Cornești;
- Volostul Fălești — centru administrativ, târgul Fălești;
- Volostul Glodeni — centru administrativ, satul Glodeni;
- Volostul Sculeni — centru administrativ, târgul Sculeni;
- Volostul Slobozia-Bălți — centru administrativ, satul Slobozia-Bălți;
- Volostul Ungheni – centru administrativ, satul Ungheni
- Volostul Zăbriceni — centru administrativ, satul Zăbriceni;
- Comuna urbană 1 — Târgul Slobozia Mare;
- Comuna urbană 2 — Târgul Rîșcani;
- Comuna urbană 3 — Târgul Fălești;
- Comuna urbană 4 — Târgul Ungheni;